# Carlos Velasco Carballo
Carlos Velasco Carballo, född 16 mars 1971 i Madrid, är en spansk fotbollsdomare. Carballo dömde sin första match i La Liga 2004, och blev internationell FIFA-domare 2008.